# Lasovac Brdo
Lasovac Brdo (1991-ig Lasovac-Brdo) falu Horvátországban Belovár-Bilogora megyében. Közigazgatásilag Šandrovachoz tartozik.

## Fekvése
Belovár központjától légvonalban 15, közúton 21 km-re keletre, községközpontjától légvonalban 5, közúton 10 km-re délre, a Bilo-hegység déli lejtőin fekszik.

## Története
Lasovac Brdo eredetileg Lasovac szőlőhegye volt. 1900 óta számítják önálló településnek, bár már 1774-ben az első katonai felmérés térképén is megtaláljuk „Laszovachki Brieg” néven. A Magyar Királyságon belül Horvát–Szlavónország részeként, Belovár-Kőrös vármegye Belovári járásának része volt. 1900-ban 135 lakosa volt. 1918-ban az új Szerb-Horvát-Szlovén Állam, majd később Jugoszlávia része lett. 1941 és 1945 között a németbarát Független Horvát Államhoz, majd a háború után a szocialista Jugoszláviához tartozott. 1991-től a független Horvátország része. 1991-ben lakosságának 59%-a horvát, 35%-a jugoszláv, 6%-a szerb nemzetiségű volt. 2011-ben mindössze 9 lakosa volt.

## Lakossága
| Lakosság változása | Lakosság változása | Lakosság változása | Lakosság változása | Lakosság változása | Lakosság változása | Lakosság változása | Lakosság változása | Lakosság változása | Lakosság változása | Lakosság változása | Lakosság változása | Lakosság változása | Lakosság változása | Lakosság változása | Lakosság változása |
| ------------------ | ------------------ | ------------------ | ------------------ | ------------------ | ------------------ | ------------------ | ------------------ | ------------------ | ------------------ | ------------------ | ------------------ | ------------------ | ------------------ | ------------------ | ------------------ |
| 1857               | 1869               | 1880               | 1890               | 1900               | 1910               | 1921               | 1931               | 1948               | 1953               | 1961               | 1971               | 1981               | 1991               | 2001               | 2011               |
| 0                  | 0                  | 0                  | 0                  | 135                | 0                  | 0                  | 189                | 148                | 143                | 113                | 78                 | 28                 | 17                 | 11                 | 9                  |

(1910-ben és 1921-ben lakosságát Lasovachoz számították.)